# 陈声聪
陈声聪（1897年7月—1987年12月29日），字兼与，号荷堂、又号壶因，男，福建福州人，中国诗词作者、书法家、画家。曾任上海文史研究馆馆员、中华韵文学会副理事长、中华诗词学会顾问，长期从事文化工作。著有《兼于阁诗》《兼于阁诗话》《荷堂诗话》等。陈声聪善于画兰、竹，在山水画上也有所成就。

## 生平
陈声聪1897年7月生于福州，其父耦石在当年考中了举人，5岁时父亲应邀去柳州帮伯父办事时病故。陈声聪和其他3个兄弟在伯父、叔父和母亲叶氏的照顾之下度过了童年。他一开始在私塾中读书，15岁读了梁启超的《时报》社论后茅塞顿开，之后考入福建第一中学，之后又考入吴曾祺创立的经学会。由于家境困难，他被迫辍学到福建省财政厅作了录事，当时叔父鹿庄在那里任科长。由于姐姐嫁到北京，几个兄弟都鼓动陈声聪前往投靠，以便继续求学。他终于进入了中国大学政治经济科，两年后通过了文官考试，分配到财政部赋税司，第二年成为主事。他半工半读，最终完成了学业。
30岁时，陈声聪成为了财政部的佥事，之后先后到汉口、上海、广东、南昌等省市政府任秘书、参事。1937年任上海直接税局主任秘书。淞沪会战爆发后任直接税局代理局长，主持税务工作。1942年日军攻占法租界后避居香港。之后又赴桂林、贵阳、重庆等地，1945年曾办书法展销赚取补贴。抗战结束后，任福建省直接税局局长。后辞职到上海，任财政部专门委员、全国花纱布管制委员会秘书长、中央信托局顾问等职。
中华人民共和国成立后，陈声聪任上海文史馆馆员、中华韵文学会副理事长、中华诗词学会顾问等职。1960年代仍为《新民晚报》、香港《大公报》写稿。陈的著述活动一直持续到90多岁，著作有《兼于阁诗》《壶因词》《兼于阁诗话》《填词要略及词评四篇》《兼于阁诗话续集》等。陈声聪22岁时与同乡方慧遗结婚，方的父亲方策大亦是当时有名的书法家。1987年12月29日，陈声聪在上海病逝。

## 艺术成就

### 诗文
陈声聪的诗受同光体影响，早年在北京即加入了文学团体谷社。一开始学习黄庭坚、陈与义、陈师道，后来则喜爱苏轼和杨万里。他作诗看重“情趣”的作用，认为“言愁能使人皱眉，言哀能使人酸鼻，言笑能使人忍俊不禁，然后这诗才有价值”，反对意俗、句俗、典俗。五言古诗是陈声聪最看重的体裁。他认为旧诗应该恪守格律，反对诗界革命，但不反对新诗，认为新诗最终会成为主流。陈声聪早年曾随吴曾祺学习古文，不过他最喜欢做的是杂文，晚年著有不少评论文章。
陈声聪50多岁开始写词，风格类似魏晋时期的咏史咏怀诗，但也写入了不少新事物，如南京长江大桥、人造卫星上天、珠穆朗玛峰登山队等等。他还为吴湖帆、朱屺瞻、刘海粟等现代画家的作品题过诗。另外，陈声聪交游甚广，熟知近代文坛掌故，胡文辉将其与钱仲联并列，称他们为“说诗海上陈兼与，点将吴中钱梦苕”。但冯永军则认为陈虽然富有诗才，但所作多为友人唱和，不够关心国计民生。

### 书画
陈声聪少年时就学习书法，临摹晋、唐、宋人的书帖。他的楷书得力于欧阳询、柳公权，行书则学二王。他的书法形成了沉稳、凝练 、简约、厚重的风格。《陈兼与致周退密翰札》是陈兼与在1980年写给周退密的，结合了内容与形式，体现了陈声聪的文人书法风格。他也能够作小篆、隶书，88岁用草篆写《易经》，曾得到王蘧常的赞赏。陈声聪早年在北京时，曾参加林志烜创办的七人画社。时人称陈画的兰竹有郑燮的风格。他也擅长山水画。